# Ryōko Shiraishi
Ryōko Shiraishi (白石 涼子?, Shiraishi Ryōko; Kashiba, 7 settembre 1982) è una doppiatrice e cantante giapponese, affiliata con l'Aoni Production.
Possedendo una voce rauca, Shiraishi "dà voce" a giovani uomini e ragazze adolescenti. Tuttavia, uno dei suoi ruoli più famosi è l'esuberante Asuka Kazama, nota per il forte accento di Osaka, ovvero una delle sue specialità. In passato era anche membro della squadra di doppiaggio "Drops", insieme a Ai Nonaka, Akemi Kanda, Tomoko Kaneda e Mariko Kōda.
Shiraishi si è sposata il 6 settembre del 2012, ma ha subito divorziato nel 2013.

## Filmografia

### Animazioni televisive
- One Piece (1999), "Vegapunk/Edison"
- GetBackers (2002), "Ginji Amano (giovane)"
- Air Master (2003), "Cameriera"
- Bobobo-bo Bo-bobo (2003), "Remu"
- D.C.: Da Capo (2003), "Mikkun"
- Mugen Senki Potorisu (2003), "Yūma"
- One Piece (2003), "Akibi"
- Pocket Monsters Advanced Generation (2003), "Haruka's Wurmple/Silcoon/Beautifly "
- Fafner of the Azure (2004), "Rina Nishio"
- Magical Girl Lyrical Nanoha (2004), "Miyuki Takamachi"
- Tenjho Tenge (2004), "Chiaki Kōnoike"
- Aria (2005), "Ayumi K. Jasmine"
- Mahoraba ~Heartful Days (2005), "Ryūshi Shiratori"
- Negima!Magister Negi Magi (2005), "Kaede Nagase"
- Noein (2005), "Tobi"
- Shakugan no Shana (2005), "Sorath/Aizenji"
- Xenosaga: The Animation (2005), "Mary Godwin"
- Gintama (2006), "Jugem [The Monkey] - eps 221-222"; "Lord Morimori - ep 222"; "Onizuka "Himeko" Hime - ep 227"
- Glass Fleet (2006), "Novy"
- Kekkaishi (2006), "Yoshimori (giovane)" e "(Aoi Shinagawa)"
- Negima!? (2006), "Kaede Nagase"
- Pocket Monsters Diamond & Pearl (2006), "Haruka's Beautifly(bambino)"
- Hayate the Combat Butler (2007), "Hayate Ayasaki; Britney
- Hidamari Sketch (2007), "Riri"
- Himawari! (2007), "Azami"
- Kemeko Deluxe! (2007), "Ryōko Kurosaki"
- Mushi-Uta (2007), "Kyoko Kazama"
- Nagasarete Airantō (2007), "Rin, Shizuku, Inuinu, Hatsu, e altri "
- Sky Girls (2007), "Takumi Hayami"
- Mobile Suit Gundam 00 2 (2008), "Anew Returner"
- Naruto Shippuden (2008), "Fū, Matatabi"
- Net Ghost PiPoPa (2008), "Pit"
- Zettai Karen Children (2008), "Aoi Nogami"
- Hatsukoi Limited (2009), "Meguru Watase"
- Hayate the Combat Butler 2nd Season (2009), "Hayate Ayasaki"
- Kaidan Restaurant (2009), "Ako Ōzora "
- Natsu no Arashi! (2009), "Sayōko Arashiyama"
- Nyan Koi (2009), "Kanako Sumiyoshi"
- Saki (2009), "Mako Someya"
- Bleach (2010), "Kyōko Haida"
- Cobra the Animation (2010), "Bonnie"
- HeartCatch PreCure! (2010), "Aya Mizushima"
- Digimon Xros Wars (2010), "Hinomoto Akari; Mervamon; Opossumon"
- Soredemo Machi wa Mawatteiru (2010), "Harue Haribara"
- Working!! (2010), "Kazue Takanashi"
- Astarotte no Omocha! (2011), "Porhelga Svarthaed"
- Beelzebub (2011), "Nāga"
- Horizon in the Middle of Nowhere (2011), "Makiko Oriotorai"
- Oniichan no Koto Nanka Zenzen Suki Janain Dakara ne!! (2011), "Hirono Kusuhara"
- Sket Dance (2011), "Hime "Himeko" Onizuka"
- YuruYuri (2011), "Nana Nishigaki"
- AKB0048 (2012), "Takahashi Minami Il Quinto / Takamina / Arisawa Shiori"
- Boku-no-imoutowa"Osaka-okan" (2012), "Kyōsuke Ishihara"
- Danball Senki W (2012), "Kojo Asuka"
- Hayate the Combat Butler: Can't Take My Eyes Off You (2012), "Hayate Ayasaki"
- Ixion Saga DT (2012), "Yodogawa Alan"
- Nisemonogatari (2012), "Yozuru Kagenui"
- Sword Art Online (2012), "Yulier"
- Smile PreCure! (2012), "Genki Hino"
- Yu-Gi-Oh! Zexal II (2012), "Ponta"
- Gundam Build Fighters (2013), "Misaki"
- Kyōsōgiga (2013), "Un; Kurama (giovane)"
- Senran Kagura (2013), "Hikage"
- Battle Spirits: Saikyou Ginga Ultimate Zero (2014), "Garbo, Ian"
- Blade & Soul (2014), "Ron"
- Broken Blade (2014), "Nike"
- D-Frag! (2014), "Sakuragaoka
- Saki: The Nationals (2014), "Mako Someya"
- Yowamushi Pedal (2014), "Shōkichi Naruko (giovane)"
- Amagi Brilliant Park (2014), "Macaron"
- Gugure! Kokkuri-san (2014), "Kokkuri-san" (femmina)
- Girl Friend Beta (2014), "Noriko Kiryu"
- Death Parade (2015), "Quin"[4]
- My Wife is the Student Council President (2015), "Kei Misumi"
- Nanatsu no taizai (2015), "Goddess Clan"
- Triage X (2015), "Sayo Hitsugi"[5]
- Aquarion Logos (2015), "Sakurako Soda"[6]
- Chaos Dragon (2015), "Setsuren"
- Tai-Madō Gakuen 35 Shiken Shōtai (2015), "Ikaruga Suginami"
- Sore ga Seiyuu! (2015), "Herself"
- Fafner in the Azure: Exodus (2015), "Rina Nishio"
- Dragon Ball Super (2015), "Kakunsa"
- Lupin the Third Part 4 (2015), "Belladonna"
- Super Lovers (2016), "Kiri Kondō"[7]
- Fate/kaleid liner Prisma Illya 3rei! (2016), "Angelica"[8]
- ReLIFE (2016), "Sumire Inukai"[9]
- Cheer Boys!! (2016), "Kirari Suzuki"
- Boruto: Naruto Next Generations (2017), "Chocho Akimichi"
- Kado: The Right Answer (2017), "Shimako Yuri"
- Altair: racconti di battaglia (2017), "Niki Al-Bahram"[10]
- Dragon Ball Super (2017), "Sanka Ku"
- Senran Kagura Shinovi Master (2018), "Hikage"
- Aikatsu Planet! (2021), "Love Sagittarius" / "Sagittarius Milky Way"
- Nier: Automata Ver1.1a (2023), "Devola & Popola"
- The Red Ranger Becomes an Adventurer in Another World (2025), "Shauha"

### Original net animation (ONA)
- Busō Shinki, "Zelnogrard"
- Fastening Days, '"'Kei"[11]
- Star Wars: Visions, "Am"

### Original anime video (OAV)
- Air Gear: Kuro no Hane to Nemuri no Mori, "Akito / Agito Wanijima"
- Dogs: Bullets & Carnage, "Mimi"
- Hayate the Combat Butler, "Hayate Ayasaki"
- Hellsing Ultimate, "Schrödinger
- Hotori: Tada Saiwai o Koinegau, "Suzu"
- Naisho no Tsubomi, "Daiki Nemoto"
- Negima!?, Kaede Nagase
- Pinky:St, "Ran"
- Senran Kagura: Estival Versus – Festival Eve Full of Swimsuits, "Hikage"
- Sky Girls, "Takumi Hayami"
- Zan Sayonara, Zetsubou Sensei Bangaichi, "Tane Kitsu"
- The Day Naruto Became Hokage, "Chocho Akimichi"

### Animazioni teatrali
- Break Blade 4: Sanka no Chi, "Nike"
- Break Blade 5: Shisen no Hate, "Nike"
- Buddha Saitan, "Amanokawa Shunta"
- Cinnamon the Movie, "Espresso"
- Dead Dead Demon's Dededededestruction, "Makoto Taniuma" [12]
- Doraemon: Nobita and the Birth of Japan 2016, "Kukuru"[13]
- Fafner in the Azure: Heaven and Earth, "Rina Nishio"
- Hayate the Combat Butler!Heaven Is a Place on Earth, "Hayate Ayasaki"
- Inazuma Eleven GO vs.Danbōru Senki W, "Asuka Kojō"
- Pokémon: Amici per sempre, "Pokémon Tachi"
- Odoru Pokémon Himitsu Kichi, "Whismur"
- Pokémon: Destiny Deoxys - Fratello dello spazio, "Beautifly di Haruka"
- Towa no Quon, "Yuri"

### Videogiochi
- Arknights, Fang / Cliffheart

- Armored Hunter Gunhound EX, Juliane Yuri
- Black Matrix OO, "Cain"
- Card-en-Ciel, Stella
- Clannad, Kappei Hiiragi
- Code of Princess, Ali-Baba
- Demon's Souls (Remake), Monumentale
- Digimon Survive, Yukiha
- Digimon World Re:Digitize, Taiga
- Dead or Alive 5, Mila
- Dead or Alive 6, Mila
- Dragon Ball Xenoverse, Pattugliatore temporale (Femmina 6)
- Dragon Ball Xenoverse 2, Pattugliatore temporale
- Dragon Ball Legends, Kakunsa
- Dragon Ball: Sparking! Zero, Kakunsa
- Emio – L'uomo che sorride: Famicom Detective Club, Junko Kuze
- Final Fantasy Type-0, Rem Tokimiya
- Fist of the North Star: Lost Paradise, Airi
- God Eater Burst, Ren
- Granblue Fantasy, Loki, Societte
- Granblue Fantasy Versus, Societte
- Granblue Fantasy Versus Rising, Societte
- Gunvolt Chronicles: Luminous Avenger iX, Stella
- J-Stars Victory VS, Himeko Onizuka
- JoJo's Bizarre Adventure: All Star Battle, Foo Fighters (F.F)
- Kandagawa Jet Girls, Hikage
- Luminous Arc 2, Pip
- Mamorukun Curse!, Mamoru Tomoka
- Memories Off 5 The Unfinished Film, Ayumu Kise
- New Little King's Story, Princess Iris
- Naruto Shippuden: Ultimate Ninja Storm 3, Fū
- Nier, Devola & Popola
- Nier: Automata, Devola & Popola
- Nier Replicant ver.1.22474487139..., Devola & Popola
- Phantom Breaker, Ria Tōjō
- Rogue Galaxy, Chie, Young Jaster
- Rune Factory 3: A Fantasy Harvest Moon, Myce
- Rune Factory 3 Special, Myce
- Sakura Wars (videogioco 2019), Komachi Ohba
- Samurai Warriors 4, Koshōshō
- Senran Kagura
  - Senran Kagura Burst, Hikage
  - Senran Kagura: Shinovi Versus, Hikage
  - Senran Kagura: Bon Appétit!, Hikage
  - Senran Kagura 2: Deep Crimson, Hikage
  - Senran Kagura: Estival Versus, Hikage
  - Senran Kagura: Peach Beach Splash, Hikage
  - Shinobi Master Senran Kagura: New Link, Hikage
  - Senran Kagura Burst Re:Newal, Hikage
- Shining Blade, Yukihime
- SINoALICE, Devola & Popola
- Sly 3: L'onore dei ladri, Penelope
- Sonic Unleashed, Chip/Light Gaia
- Street Fighter X Tekken, Asuka Kazama
- Sunday VS Magazine: Shuuketsu!, Choujou Daikessen!, Hayate Ayasaki
- Super Robot Wars UX, Rina Nishio, Hurricane
- Tales of Legendia, Jay
- Tales of Xillia, Sylph
- Tekken
  - Tekken 5, Asuka Kazama
  - Tekken 6, Asuka Kazama
  - Tekken Tag Tournament 2, Asuka Kazama
  - Tekken 3D: Prime Edition, Asuka Kazama
  - Tekken Revolution, Asuka Kazama
  - Tekken 7, Asuka Kazama
  - Tekken 8, Asuka Kazama
- Valkyria Chronicles II, Juliana Everhart
- Wild Arms 4, Jude Maverick
- Wrestle Angels: Survivor, Tomomi Watanabe & Shiho Kobayakawa
- Yakuza
  - Yakuza 5, Mai Sanada
  - Yakuza Kiwami, Saya Date

### Doppiaggi

#### Live-action
- Miley Cyrus
  - Hannah Montana, "Miley Stewart/  "Hannah Montana"
  - Hannah Montana: The Movie, "Miley Stewart/Hannah Montana"
  - The Suite Life on Deck: Wizards on Deck with Hannah Montana, "Hannah Montana"
  - The Last Song, "Veronica "Ronnie" Miller"
  - Sex and the City 2, "Miley Cyrus"
  - The Night Before, "Miley Cyrus"
- Amelia, "Elinor Smith" (Mia Wasikowska)
- Antwone Fisher, "Antwone Fisher (bambino)" (Malcolm David Kelley)
- August Rush, "Evan Taylor/August Rush" (Freddie Highmore)
- Back to the Future (2014 BS edizione giapponese), "Jennifer Parker" (Claudia Wells)
- The Butler, "Carol Hammie" (Yaya DaCosta)
- Crouching Tiger, Hidden Dragon: Sword of Destiny, "Mantis" (Ngô Thanh Vân)
- Dark Shadows, "Carolyn Stoddard" (Chloë Grace Moretz)
- Devil's Pass, "Holly King" (Holly Goss)[14]
- Down in the Valley, "Lonnie" (Rory Culkin)
- Duma, "Xan" (Alexander Michaeletos)[15]
- Eddie's Million Dollar Cook-Off, "Oliver" (Daniel Costello)
- Edge of Winter, "Caleb Baker" (Percy Hynes White)
- Ender's Game, "Valentine Wiggin" (Abigail Breslin)
- EuroTrip, "Bert Thomas" (Nial Iskhakov)
- Fifty Shades of Grey, "Anastasia Steele" (Dakota Johnson)
- The Fighting Temptations, "Dean" (Darrell Vanterpool)
- The Final Cut, "Alan Hickman (giovane)" (Casey Dubois)
- Footloose, "Ariel Moore" (Julianne Hough)
- Foyle's War episodio "A War of Nerves", "Gwen Rivers" (Joanna Horton)
- Frailty, "Adam (giovane)" (Jeremy Sumpter)
- Glee, "Sunshine Corazon" (Charice)
- Good Luck Chuck, "Charles "Chuck" Logan (giovane)" (Connor Price)
- The Great Gatsby, "Daisy Buchanan" (Carey Mulligan)
- The Guest, "Anna Peterson" (Maika Monroe)
- Halo: Nightfall, "Macer (Christina Chong)
- Home Alone: The Holiday Heist, "Finn Baxter" (Christian Martyn)
- If I Stay, "Mia Hall" (Chloë Grace Moretz)
- The Impossible, "Thomas Bennett" (Samuel Joslin)
- Inception (2012 TV Asahi edition), "Ariadne" (Ellen Page)
- Indiana Jones and the Temple of Doom (2009 WOWOW edition), "Short Round" (Jonathan Ke Quan)
- It Follows, "Jaime Height" (Maika Monroe)
- Kyle XY, Lori Trager (April Matson)
- Ladder 49, "Nicky Morrison" (Spencer Berglund)
- The Leftovers, "Jill Garvey" (Margaret Qualley)[16]
- The Longshots, Jasmine Plummer" (Keke Palmer)[17]
- The Meddler, Jillian" (Cecily Strong)
- Men in Black II, Elizabeth" (Chloe Sonnefeld)[18]
- Merlin, "Mordred (giovane)" (Asa Butterfield)
- Olympus Has Fallen, "Connor Asher" (Finley Jacobson)[19]
- Pan Am, "Colette Valois" (Karine Vanasse)
- Piranha 3D, "Danni" (Kelly Brook)
- The Possession, "Emily Brenek" (Natasha Calis)
- Quantum of Solace (2016 BS Japan edition), "Camille Montes" (Olga Kurylenko)
- Ringer, "Juliet Martin" (Zoey Deutch)
- Save Haven, "Katie Feldman/Erin Tierney" (Julianne Hough)[20]
- Soccer Dog: European Cup, "Mickey" (Eric Don)[21]
- Step Up, "Nora Clark" (Jenna Dewan)
- Terra Nova, "Maddy Shannon" (Naomi Scott)
- Underdog, "Molly" (Taylor Momsen)
- The Vampire Diaries, "Anna" (Malese Jow)
- When Good Ghouls Go Bad, "Ryan Kankle" (Craig Marriott)
- Witches of East End, "Freya Beauchamp" (Jenna Dewan)[22]
- The Wolf of Wall Street, "Naomi Lapaglia" (Margot Robbie)

#### Animazioni
- The Adventures of Jimmy Neutron: Boy Genius, "Jimmy Neutron"
- Bolt, "Penny"
- Home, "Gratuity "Tip" Tucci"
- Ice Age: Collision Course, "Brooke"
- Jimmy Neutron: Boy Genius, "Jimmy Neutron"
- Meet the Robinsons, "Lewis"
- Tom and Jerry: Blast Off to Mars, "Peep"
- Tom and Jerry's Giant Adventure, "Jack"